# False Pass
False Pass – miasto w Stanach Zjednoczonych, w stanie Alaska, w okręgu Aleutians East.